# Cosecante hiperbólica

Gráfica de la función cosecante hiperbólica.

En trigonometría, la cosecante hiperbólica de un número real {\displaystyle x}, es una función hiperbólica definida como la inversa del seno hiperbólico. Se simboliza {\displaystyle cosech(x)} o {\displaystyle csch(x)}, y matemáticamente se sintetiza:

{\displaystyle \operatorname {cosech} \;x={\cfrac {1}{\operatorname {sinh} \;x}}={\cfrac {2}{e^{x}-e^{-x}}}}

## Características
El dominio y su codominio está definido en {\displaystyle (-\infty ,0)} y {\displaystyle (0,+\infty )}, es decir, solamente queda definida para todos los valores salvo x=0 e y=0.
La función presenta dos asíntotas, una horizontal en {\displaystyle y=0} y otra vertical en {\displaystyle x=0} .